# Геј мушкарац
Геј мушкарци су мушки хомосексуалци. Неки бисексуални и хоморомантични мушкарци се такође могу двојно идентификовати као геј, а један број младих геј мушкараца данас се такође идентификује као квир. Историјски гледано, геј мушкарци су називани бројним различитим терминима, укључујући инвертне и уранисте.
Хомосексуални мушкарци се и даље суочавају са значајном дискриминацијом у великим деловима света, укључујући Азију, Африку и Блиски исток. У Сједињеним Државама, многи геј мушкарци се и даље суочавају са дискриминацијом у свом свакодневном животу, иако су неки отворени геј мушкарци достигли национални успех и истакнутост. У Европи, Ксавијер Бетел тренутно служи као премијер Луксембурга; Лео Варадкар је заменик шефа владе Ирске (био је Тишох (премијер) од јуна 2017. до јуна 2020.); а од 2011. до 2014. Елио Ди Рупо је био премијер Белгије.
Једно време се израз геј користио као синоним за све што је повезано са хомосексуалним мушкарцима. На пример, термин геј бар се и даље често односи на бар који првенствено служи хомосексуалној мушкој клијентели или је на неки други начин део културе геј мушкараца. До краја 20. века, међутим, ЛГБТ+ групе и књиге стандарда препоручују да термин геј означава све људе који су искључиво привучени припадницима истог пола, лезбејка искључиво хомосексуалне жене, а геј мушкарац искључиво хомосексуалне мушкарце.

## Мушка хомосексуалност у светској историји
Неки научници тврде да су термини „хомосексуалац” и „геј” проблематични када се примењују на мушкарце у древним културама јер, на пример, ни Грци ни Римљани нису поседовали ниједну реч која покрива исти семантички опсег као савремени концепт "хомосексуалности". Штавише, постојале су различите сексуалне праксе које су се разликовале у прихватању у зависности од времена и места. Други научници тврде да постоје значајне сличности између древних и модерних геј мушкараца.
У културама на које су утицале абрахамске религије, закон и црква су установили содомију као кршење божанског закона или злочин против природе. Међутим, осуда аналног секса између мушкараца претходила је хришћанском веровању. На многе историјске личности су се лепиле етикете геј или бисексуалац, укључујући Сократа, лорда Бајрона, Едварда II, Александра Беликог и Хадријана,. Неки научници, као што је Мишел Фуко, сматрају да ово ризикује анахроно коришћење савремених конструкта сексуалности која је страна њиховом времену, иако други научници то оспоравају.

### Африка
Први запис о могућем хомосексуалном мушком пару у историји се обично сматра Кнумхотеп и Нианхнум, древни египатски пар, који је живео око 2400. године пре нове ере. Пар је приказан у пози љубљења носа, најинтимнијој пози у египатској уметности, окружени нечим што се чини њиховим наследницима. Ашмолски пергамент из 6. или 7. века АН 1981.940 пружа једини пример на коптском језику љубавне чаролије између мушкараца. Око 1240. године, коптски египатски хришћански писац Абул Фадаил Ибн ал-Асал саставио је правни законик познат као Фета Нагаст. Написан на језику Ге'ез, Ибн ал-'Асал је своје законе позвао од апостолског писца и бивших закона Византијског царства. Фета Нагаст је писана у два дела: први се бавио сакраментима црквене хијерархије и везан за верске обреде. Други се тицао лаика, цивилне управе као што су породични закони. Године 1960., када је влада усвојила грађански законик Етиопије, цитирала је Фету Нагаста као инспирацију комисији за кодификацију. У скорије време, европска колонизација Африке резултирала је увођењем закона против содомије, и генерално се сматра главним разлогом зашто афричке нације данас имају тако строге законе против геј мушкараца. Три земље или јурисдикције увеле су смртну казну за геј мушкарце у Африци. То укључује Мауританију и неколико региона у Нигерији и Џубаленду.

### Америке
Као што је случај са многим другим незападним културама, тешко је одредити у којој мери се западњачки појмови сексуалне оријентације примењују на претколумбијске културе. Докази о хомоеротским сексуалним односима између мушкараца пронађени су у многим цивилизацијама пре освајања у Латинској Америци, као што су Астеци, Маје, Кечуаси, Моче, Запотеци, Инке и Тупинамба у Бразилу. Шпански конкистадори су изразили ужас што су открили содомију која се отворено практиковала међу домородачким мушкарцима и користили је као доказ своје наводне инфериорности. Конкистадори су нашироко причали о содомији међу домороцима да би их приказали као дивљаке и тиме оправдали њихово освајање и присилно прелазак на хришћанство. Као резултат све већег утицаја и моћи конкистадора, многи домородци су почели да осуђују хомосексуалне поступке. Током периода након европске колонизације, инквизиција је гонила хомосексуалце, што је понекад довело до смртних казни због оптужби за содомију, а та пракса је постала тајна. Многи хомосексуалци су улазили у хетеросексуалне бракове да би задржали привид, а неки су се обратили свештенству да би избегли надзор јавности.
Током мексичке инквизиције, након низа оптужби, власти су 1658. ухапсиле 123 мушкарца под сумњом да су хомосексуалци. Иако су многи побегли, Краљевски кривични суд је осудио четрнаест мушкараца из различитих друштвених и етничких заједница на смрт јавним спаљивањем, у складу са законом који је донела Изабела Католкиња 1497. Пресуде су заједно извршене једног дана, 6. новембра 1658. године. Записи о овим суђењима и онима који су се десили 1660, 1673 и 1687 сугеришу да је Мексико Сити, као и многи други велики градови у то време, имао активан подземни свет.

### Источна Азија
У источној Азији, истополни односи између мушкараца су забележени од најраније забележене историје. Хомосексуалност у Кини, позната као страст према резаној брескви и разним другим еуфемизмима, забележена је од отприлике 600. године пре нове ере. Мушка хомосексуалност се помиње у многим познатим делима кинеске књижевности. Случајеви истополне наклоности и сексуалне интеракције описани у класичном роману Сан о Црвеној одаји изгледају подједнако познати посматрачима у садашњости као и еквивалентне приче о романси између хетеросексуалних људи током истог периода. Конфучијанизам, као првенствено друштвена и политичка филозофија, мало се фокусирао на сексуалност, било хомосексуалну или хетеросексуалну. Литература династије Минг, као што је Биан Ер Цхаи (弁而釵/弁而钗), приказује хомосексуалне односе између мушкараца као пријатније и „хармоничније“ од хетеросексуалних односа. Списи из династије Лиу Сонг Ванг Шунуа тврдили су да је хомосексуалност била уобичајена као и хетеросексуалност у Кини касног 3. века. Противљење мушкој хомосексуалности у Кини потиче из средњевековне династије Танг (618–907), што се приписује растућем утицају хришћанских и исламских вредности, али није постало у потпуности успостављено све до западњачких напора касне династије Ћинг и Републике Кине.

### Европа

#### Класични период
Најранији западни документи (у облику књижевних дела, уметничких предмета и митографских материјала) који се односе на истополне мушке односе потичу из античке Грчке. Ови односи су били ограничени између "нормалних" мушкараца и њихових младих љубавника. Међутим, односи између одраслих мушкараца и даље су се у великој мери сматрали табуом у старој грчкој култури. С обзиром на важност у грчком друштву неговања мушкости одраслог мушкарца и уоченог феминизирајућег ефекта пасивног партнера, односи између одраслих мушкараца упоредивог друштвеног статуса сматрани су веома проблематичним и обично повезани са друштвеном стигмом.
Ова стигма је, међутим, била резервисана само за пасивног партнера у вези. Према савременом мишљењу, грчки мушкарци који су преузели пасивну сексуалну улогу након пунолетства – у ком тренутку се од њих очекивало да преузму обрнуту улогу у педерастичним односима и постану активни и доминантни члан – на тај начин су феминизовани или сами себе „учинили женом“. У Аристофановом позоришту постоји много доказа који исмевају ове пасивне људе и дају увид у врсту заједљивог друштвеног срамоћења и срамоте („атимиа“) које је на њих бацило њихово друштво.
Неки научници тврде да постоје примери мушке хомосексуалне љубави у античкој литератури, као што су Ахил и Патрокло у Илијади. У старом Риму, тела младића су остала у фокусу мушке сексуалне пажње, али су постојали односи између старијих мушкараца и робова или ослобођених младића који су преузимали пасивну улогу у сексу. Филохеленски цар Хадријан је познат по својој вези са Антинојем, али је хришћански цар Теодосије И донео закон 6. августа 390. године, осуђујући пасивне мушкарце на спаљивање на ломачама.

#### Ренесанса
Током ренесансе, богати градови у северној Италији — Фиренца и Венеција посебно — били су познати по својој широко распрострањеној пракси истополне љубави, у којој је учествовао значајан део мушке популације и која је изграђена по класичном обрасцу Грчке и Рима. Али иако је велики број мушке популације улазио у истополне везе, власти су, под егидом суда ноћне патроле, гониле, кажњавале и затварале добар део те популације.
Од друге половине 13. века смрт је била казна за мушку хомосексуалност у већем делу Европе. Односи друштвено истакнутих личности, као што су краљ Џејмс I и војвода од Бакингема, послужили су да се истакне ово питање, укључујући и анонимне уличне памфлете: „Свет се променио не знам како, Мушкарце љубе мушкарце, не Жене сада; . . О Ј. Првом и Бакингему: Он, истина је, његове жене у загрљају су побегле, да омаловаже његову вољену Ганимеду“ (Mundus Foppensis, или Д Фоп Дисплеј, 1691).

### Средњи исток
У древном Сумеру, група свештеника познатих као гала радила је у храмовима богиње Инане, где су изводили елегије и јадиковке.‍:285 Гала је узимала женска имена, говорила је на дијалекту еме-сал, који је традиционално био резервисан за жене, и чини се да је имала хомосексуалне односе. Сумерски знак за гала био је лигатура знакова за "пенис" и "анус". Једна сумерска пословица гласи: „Када му је гала обрисао гузицу [рече], 'Не смем да узбудим оно што припада мојој љубавници [тј. Инани].'   У каснијим месопотамским културама, кургару и асину су били мушки слуге богиње Иштар (Инанин источносемитски еквивалент), који су се облачили у женску одећу и изводили ратне плесове у Иштариним храмовима. Чини се да неколико акадских пословица сугерише да су они такође имали хомосексуалне односе. У древној Асирији, мушка хомосексуалност је била присутна и уобичајена; такође није забрањено, осуђивано, нити се сматрало неморалним или неуређеним. Неки верски текстови садрже молитве за божанске благослове на хомосексуалне односе. Алманах инканата је садржао молитве које су подједнако фаворизовали љубав мушкарца према жени, жене према мушкарцу и мушкарца према мушкарцу.

## Геј мушкарци у модерној западној историји
Употреба геј у значењу „хомосексуалца“ прво је коришћена као проширење његове примене на проституцију: геј дечак је био младић или адолесцент који је служио мушке клијенте. Слично, геј мачка је био младић који је био шегрт код старијег бескућника и који је обично размењивао секс и друге услуге за заштиту и старатељство. Примена на хомосексуалност такође је била проширење сексуализоване конотације речи „неинхибирано“, што је подразумевало спремност да се занемари конвенционална сексуална етика. На суду 1889. године, проститутка Џон Сол је изјавила: „Повремено радим чудне послове за различите геј особе“.
Силом дадиља (1938) је био први филм који је користио реч геј у очигледној референци на хомосексуалност. У сцени у којој је одећа лика Керија Гранта послата чистачима, он је приморан да носи женски огртач украшен перјем. Када други лик пита за његов огртач, он одговара: "Зато што сам одједном постао геј!" Пошто је ово био мејнстрим филм у то време, када би употреба речи за означавање кросдресинга (и, самим тим, хомосексуалност) и даље била непозната већини филмских гледалаца, ова линија се такође може тумачити као „Управо сам одлучио да урадим нешто неозбиљно."
Године 1950., најранија до сада пронађена референца за реч геј као самоописано име за мушке хомосексуалце потиче од Алфреда А. Гроса, извршног секретара Фондације Џорџа В. Хенрија, који је у издању часописа Сир из јуна 1950. рекао: „Још нисам срео срећног хомосексуалца. Имају начин да себе описују као геј (срећан на енглеском), али тај израз је погрешан. Они који су стални људи у кафанама које посећују други људи те врсте су најтужнији људи које сам икада видео.“ 

### Хомосексуалци током Холокауста
Хомосексуалци су били једна од примарних жртава нацистичког холокауста. Историјски гледано, најранији правни корак ка нацистичком прогону мушке хомосексуалности био је параграф 175 из 1871. године, закон донет након уједињења Немачке империје. Параграф 175 је гласио: „Неприродна сексуална радња почињена између лица мушког пола... кажњава се затвором; губитак грађанских права такође може бити наметнут“. Закон је различито тумачен у Немачкој све до 23. априла 1880. године, када је Рајсгерихт пресудио да кривична дела хомосексуализма укључују анални, орални или интеркрурални секс између два мушкарца. Све мање (као што је љубљење и мажење) сматрало се безопасном игром.
Франц Гуртнер, министар правде Рајха, изменио је параграф 175 како би се позабавио „рупама“ у закону након Ноћи дугих ножева. Верзија параграфа 175 из 1935. прогласила је „изразе“ хомосексуалности кривичним делима за које се може гонити. Најважнија промена закона била је промена дефиниције мушке хомосексуалности са „Неприродног сексуалног чина почињеног између особа мушког пола“ на уместо „Мушкарац који почини сексуални преступ са другим мушкарцем“. Ово је проширило домет закона да прогони геј мушкарце као групу људи, а не мушку хомосексуалност као сексуални чин. Пољупци, међусобна мастурбација и љубавна писма између мушкараца сада су сматрани легитимним разлозима за полицију да изврши хапшење. Закон никада није дефинисао „сексуални преступ“, препуштајући га тумачењу.
Између 1933. и 1945. године, процењује се да је око 100.000 мушкараца ухапшено као хомосексуалци под нацистичким режимом, од којих је око 50.000 званично осуђено. Већина ових мушкараца служила је казну у затвору, док је око 5.000 до 15.000 било затворено у нацистичким концентрационим логорима. Рудигер Лаутман је тврдио да је стопа смртности хомосексуалаца у концентрационим логорима могла бити и до 60%. Хомосексуалци у логорима су претрпели неуобичајен степен окрутности од стране својих отмичара и редовно су коришћени као субјекти за нацистичке медицинске експерименте док су научници покушавали да пронађу „лек“ за хомосексуалност.